# مجمع الملك سلمان العالمي للغة العربية
مَجْمَع الملك سلمان العالمي للغة العربية مَجْمَعٌ للغة العربية، مقرّه مدينة الرياض، صدرت موافقة مجلس الوزراء السعودي على تأسيسه وتنظيمه بتاريخ 13 محرم 1442هـ الموافق 1 سبتمبر 2020. وكانت وزارة الثقافة السعودية قد أعلنت عن إنشائه ضمن الاستراتيجية الوطنية للثقافة التي أطلقها وزير الثقافة بدر بن عبد الله بن فرحان في 27 مارس 2019، وذلك ضمن رؤية السعودية 2030. أُسّسَ المجمّع للمساهمة في تعزيز دور اللغة العربية إقليميًا وعالميًا. وإبراز قيمتها المعبّرة عن العمق اللغوي للثقافة العربية والإسلامية، وليكون مرجعية علمية على المستوى الوطني فيما يتعلق باللغة العربية وعلومها. وليسهم بشكل مباشر في تحقيق أهداف برنامج تنمية القدرات البشرية، أحد برامج تحقيق رؤية المملكة 2030.
ويشغل الدكتور عبد الله الوشمي منصب الأمين العام للمجمع من فبراير 2021.

## التأسيس
في 1 سبتمبر 2020، صدرتْ موافقة مجلس الوزراء السعودي رقم (34)، على تأسيس المَجْمَع وتنظيمِه. جاء القرار ليسهم بشكل مباشر في تحقيق أهداف برنامج تنمية القدرات البشرية، وليسهم في تعزيز دور اللغة العربية ومكانتها، محليًّا وإقليميًّا وعالميًّا، ويبرز دورها، وقيمتها التي تعبر عن العمق اللغوي للهوية العربية والثقافة الإسلامية، وليكون مرجعيةً على المستوى الوطني والعالمي، في كل ما له صلة باللغة العربية.

## الأهداف العامة
يهدف إنشاء مجمع الملك سلمان العالمي للغة العربية إلى:
- نشر اللغة العربية وحمايتها، إضافة إلى تصحيح الأخطاء الشائعة في الألفاظ والتراكيب.
- ترجمة الإنتاجات المعرفية والعالمية.[11]
- تعريب الألفاظ والمصطلحات الجديدة التي لم يسبق وضع ألفاظ ومصطلحات لها.
- دراسة كل ما له صلة باللغة العربية من اللهجات.
- إبراز مكانة اللغة العربية وتفعيل دورها إقليمياً وعالمياً.[12][13]

## الأهداف الاستراتيجية
- المحافظة على سلامة اللغة العربية، ودعمها نطقًا وكتابة، والنظر في فصاحتها وأصولها وأساليبها ومفرداتها، وضوابطها وقواعدها، وتيسير تعلمها وتعليمها داخل المملكة وخارجها؛ لتواكب المتغيرات في جميع مجالات اللغة العربية.
- توحيد المرجعية العلمية داخليًا فيما يتعلق باللغة العربية وعلومها، والعمل على تحقيق ذلك خارجيًا.
- إيجاد البيئة الملائمة لتطوير اللغة العربية وترسيخها.
- العمل على نشر استخدام اللغة العربية، ومتابعة سلامة استعمالاتها في المجالات المختلفة.
- إحياء تراث اللغة العربية دراسةً وتحقيقًا ونشرًا.
- العناية بتحقيق الدراسات، والأبحاث، والمراجع اللغوية، ونشرها.
- تشجيع العلماء والباحثين والمختصين في اللغة العربية.[7]

## الركائز الإستراتيجية
- تعزيز الهوية الوطنية: زيادة مستوى الاستخدام والإتقان والمحتوى الأصلي باللغة العربية لتعزيز الشعور بالانتماء والهوية الوطنية.[7]
- التبادل الثقافي: زيادة انتشار المحتوى العربي والفنون والإعلام والتبادل الثقافي في العالم لتضمين موقع المملكة العربية السعودية والثقافة العربية في العالم.[7]

## مجالات المجمع
يركّز المَجْمَع على تحقيق أهدافه، التي تستهدف خدمة اللغة العربية في مختلف مجالات الحياة، إلا أنَّ قطاعات العمل في المَجْمَع تنقسم إلى أربعة قطاعات رئيسة، تندرج تحتها مجموعة من المشاريع والمبادرات، وهي:

### قطاع التخطيط والسياسة اللغوية
يركّز القطاع على كل ما له علاقة بالتخطيط والسياسة اللغوية، وذلك من خلال تصميم استراتيجيات وطرق لبناء المعايير والسياسات اللغوية وتفعيلها. يهدف القطاع في أعماله المختلفة إلى تحقيق أهداف مختلفة، منها:
- تعزيز مكانة اللغة العربية في المنظمات الدولية.
- تصميم المعايير والسياسات اللغوية داخليًّا وخارجيًّا، والعمل على تفعيلها.
- نشر المعرفة في مجال التخطيط والسياسة اللغوية.

#### مبادرات قطاع التخطيط والسياسة اللغوية

##### ريادة التفكير اللغوي عالميًا
من خلال تنفيذ حزمة من الأعمال، منها، تأسيس مسار بحثي يهتم بالبحث والنشر في الموضوعات ذات الأولوية البحثية، حيث يركّز على دعم 60 مشروعًا بحثيًّا في هذه الموضوعات. كذلك التركيز على التعاون الفعّال مع المنظمات الدولية، لما فيه خدمة اللغة العربية. وأحد أوجه هذا التعاون كان مع الوفد الدائم للملكة العربية السعودية في منظّمة الأمم المتحدة، حيث أقيمت في نيويورك فعالية أممية للاحتفاء باليوم العالمي للغة العربية تحت شعار "اللغة العربية والتواصل الحضاري"، في يوم الإثنين الموافق 20 ديسمبر 2021، وفعالية "اللغة العربية في الأمم المتحدة: مسيرة 50 عامًا" وكان ذلك في ديسمبر 2022. وهناك مفاهمة قائمة بين المَجْمَع ومنظمة التعاون الإسلامي، نتج عنها إقامة ملتقى بعنوان "الاحتفاء باللغة العربية للشعوب الإسلامية" في 2 فبراير 2023، في مقر أمانة المنظّمة في جدة. وبرنامج شهر اللغة العربية في جمهورية الصين الشعبية من 28 مارس وحتى 26 أبريل 2024، في مدينتي بكين وشنغهاي.

##### النشر العلمي المختص
بالتركيز على تأسيس مسار يهتم بالمجلات العلمية المحكمة التي تستهدف مجالات هامة في خدمة اللغة العربية، وتفعيله، حيث أطلق المَجْمَع في البداية بالتعاون مع مركز الملك عبد الله بن عبد العزيز الدولي لخدمة اللغة العربية ثلاث مجلات، هي، مجلة اللسانيات العربية، مجلة التخطيط والسياسة اللغوية، ومجلة تعليم العربية لغة ثانية. جاء بعدها ثلاث مجلات علمية محكمة، هي، مجلة اختبارات اللغة، مجلة اللغويات الحاسوبية والمعالجة الآلية للغة العربية، ومجلة علوم اللغة العربية.

##### بناء مؤشر خاص باللغة العربية
يهدف إلى موازنة اللغة العربية باللغات العالمية، من خلال التركيز على التحليل الكمي والنوعي لأهم قضايا اللغة العربية، واستنتاج مؤشرات، تسهم في تقديم تحليل متكامل لحالة اللغة العربية والتحديات التي تواجهها، وإصدار تقارير سنوية، تحتوي على هذه البيانات، ليستفيد منها المهتمون بواقع اللغة العربية من الأفراد والمؤسسات.

##### قواعد بيانات اللغة العربية
هي قواعد تحتوي على بيانات تخدم اللغة العربية والمهتمين بها، لتعطي تصوّرًا واضحًا عن واقع اللغة العربية، وتساعد صانعي القرار في رسم السياسات والتخطيط اللغوي، ومنها، قاعدة بيانات اللغة العربية، قاعدة بيانات المحتوى العربي الرقمي، وقاعدة بيانات المبادرات اللغوية.

##### بناء السياسات اللغوية وتفعيلها
حيث شرع المَجْمَع في بناء السياسات اللغوية لبعض المؤسسات محليًّا وإقليميًّا ودوليًّا. فعلى النطاق المحلي، نفّذ المَجْمَع في عام 2022 مشروع دليل السياسة اللغوية للمؤسسات السعودية. أما إقليميًّا، فقد بدأ المَجْمَع في تفعيل خطة عمل مشتركة مع المنظمة العربية للتربية والثقافة والعلوم (الألكسو) تركّز على بناء السياسات اللغوية في الدول العربية.

##### اختبار كفايات اللغة العربية للناطقين بغيرها
أطلق المجمع مشروع اختبار الكفايات اللغوية للأغراض الأكاديمية المسمى (اختبار همزة)، وهو اختبار محوسب مُقنّن يقيس كفايات اللغة العربية للناطقين بغيرها ويُطبَّق في دول العالم كلِّها، طوّره وعمل عليه فريق من المختصين والخبراء في مجمع الملك سلمان العالمي للغة العربية، ويعتمد الاختبار على الإطار الأوروبي المرجعي المشترك للغات (CEFR) من المستوى (A2) إلى المستوى (C1)، ليقيس أربعة محاور أساسية وهي (فهم المسموع - واستيعاب المقروء - والكتابة - والتحدث).

### قطاع الحوسبة اللغوية
هو القطاع الذي يهتم بشؤون (الحوسبة اللغوية) والإسهام الفاعل في ربط التقنيات الحديثة باللغة العربية، وبناء التطبيقات والأدوات والبرامج الكفيلة بالمحافظة على العربية في ظل التوسع التقني في اللغات الأخرى، والكفيلة بالاستفادة من التقنيات في خدمة اللغة العربية.
يهدف القطاع من خلال المشروعات التي يعمل عليها إلى:
- بناء وتطوير المصادر اللغوية باختلاف أنواعها ومستوياتها كالمدونات اللغوية والمعاجم الإلكترونية وشبكات المعاني وغيرها.
- تشجيع الأبحاث في مجال حوسبة اللغة العربية وتطوير استعمالها ونشرها.
- تطوير التقنيات التي تخدم اللغة العربية استعمالًا وتحليلًا وفهمًا وإنتاجًا.
- إنتاج أبحاث مشتركة مع الجهات البحثية المهتمة باللغة العربية وبتطبيقاتها الحاسوبية.[27]

#### مبادرات قطاع الحوسبة اللغوية

##### برمجان العربية (هاكثون)
انطلق المشروع في 25 مايو 2022، بوصفه أحد أهم تحديات التقنيات في العالم، ويركِّز على معالجة اللغة العربية آليًّا، حيث سجل فيه أكثر من 1000 مشارك من 40 دولة عربية، لابتكار تقنيات ومنصات تخدم اللغة العربية.

##### مدونة اللغة العربية المعاصرة
هو مشروع إنشاء منصة إلكترونية متخصصة، تسعى إلى توظيف تقنيات الذكاء الاصطناعي، ورصد الظواهر اللغوية، وبناء التطبيقات الحاسوبية، لتسهيل البحث اللغوي والاسترجاع للمعلومات وتحليلها. تركز المدونة على اللغة العربية المعاصرة لآخر 100 سنة، لتكون البنية الأساسية لمعجم عصري للغة العربية.

##### مركز الذكاء الاصطناعي في معالجة اللغة
يركِّز المشروع على توظيف تقنيات الذكاء الاصطناعي، من خلال تطوير الأدوات البحثية والعلمية والبرامج الحاسوبية، التي تساعد على تسهيل مهمة تعامل الحاسب مع اللغة العربية. ووقّع المَجْمَع مذكرة تفاهم مع الهيئة السعودية للبيانات والذكاء الاصطناعي "سدايا" في 2021، لإثراء المحتوى العربي في مجال الذكاء الاصطناعي، حيث تقوم المذكرة على مشاريع عديدة، مثل: المعاجم، الأبحاث، وتفعيل استخدام تقنيات الذكاء الاصطناعي.

##### معجم اللغة العربية المعاصرة
لتحقيق هذا المشروع، وقّع المَجْمَع مذكرة تفاهم مع المركز الوطني للوثائق والمحفوظات في عام 2022، لإعداد معجم موسوعي لمصطلحات الأرشيف، ووثائق باللغات العربية والإنجليزية والفرنسية وإتاحتها للباحثين، وبناء تقنيات الذكاء الاصطناعي، وإنشاء المعاجم المتخصصة. فمثلًا، ركّز مشروع إصدار المعاجم اللغوية في مرحلته الأولى في عام 2023، على أن يصل إلى 180 ألف جذر كلمة، على أن يكتمل المشروع في عام 2025.

#### منصة سوار للمعاجم اللغوية
منصة رقمية تهدف إلى حوسبة الصناعة المعجمية، وتتيح للمستفيد البحث في جميع المعاجم المنشورة فيها. كما تتيح للمؤلف حوسبة معجمه ونشره للمستفيدين وتحديثه بشكل دائم، مع الاستفادة من الأدوات اللغوية والحاسوبية التي توفرها المنصة.
ومنصة سوار إحدى مبادرات مجمع الملك سلمان العالمي للُّغة العربيَّة. ومن معاجم المنصة: المعجم الموسوعي لمصطلحات اللسانيات التطبيقية لمؤلفه: عبدالعزيز بن إبراهيم العصيلي،ومعجم مصطلحات علوم هندسة الطيران والفضاء لمؤلفه: محمود نديم نحاس وآخرون، ومعجم مصطلحات الإعلام وهو أحد أعمال مجمع الملك سلمان العالمي للغة العربية.

### مركز ذكاء العربية
في 29 أبريل 2024 قام مجمع الملك سلمان العالمي للغة العربية بتدشين "مركز ذكاء العربية" حيث يعد أول مركز ذكاء اصطناعي مختص في المعالجة الآلية للغة العربية، ويهدف المركز إلى تقديم خدمات متكاملة تمكّن المستفيدين من توظيف التقنيات الرقمية من أجل إثراء المحتوى العربي في مجالات البيانات، ودعم "الأبحاث، والتطبيقات، والقدرات" التقنية، وصرّح الدكتور عبدالله بن صالح الوشمي، الأمين العام لمجمع الملك سلمان العالمي للغة العربية، لـ العربية.نت: "بأن مركز ذكاء العربية يضم 5 معامل عالية السرعة توفر برامج مختصة تُمكن الباحثين والطلاب في تخصص اللغة العربية من مسارات الذكاء الاصطناعي."

### قطاع البرامج الثقافية
يقدم هذا القطاع أفكارًا متنوعة لتثبيت الهوية اللغوية في الفضاء الاجتماعي، ولتعزيز مكانة اللغة العربية في نفوس أبنائها؛ انطلاقًا من الوعي بأن العربية جزء من الهوية والثقافة، ويعمل هذا القطاع على مستوى البرامج طويلة المدى والبرامج والفعاليات القصيرة، ويهدف إلى تقديم عمل لغوي ثقافي جاذب ومبتكر.
ويعمل المجمع على برامج مختلفة ترتبط جميعًا بمجال عمل (البرامج الثقافية) ومنها:
- تعزيز مكانة اللغة والثقافة العربية.
- تعزيز ودعم منظومة المحتوى الثقافي.
- تعزيز الاحتفاء باللغة العربية لدى الأوساط الثقافية النخبوية.[35]

#### مبادرات قطاع البرامج الثقافية

##### جائزة مَجْمَع الملك سلمان العالمي للغة العربية
تم إطلاقها في 20 مارس 2022، بوصفها إحدى المبادرات الأساسية، التي تسعى إلى خدمة اللغة العربية وتعزيز الهوية العربية، وتشمل المهتمين باللغة والهوية الثقافية من الأفراد والمؤسسات العامة والخاصة. تتضمّن الجائزة أربعة فروع، هي، التعليم، وحوسبة العربية، والبحث العلمي، ونشر الوعي اللغوي. وقد انطلقت الدورة الأولى للجائزة في عام 2022 وانطلقت الدورة الثانية في عام 2023.

##### حملة العلاقات العامة
حيث يركِّز هذا المشروع على تسويق صورة اللغة العربية داخليًّا وخارجيًّا. فقد نفَّذ المَجْمَع مبادرةً بعنوان "الحملات الإعلانية الخاصة باللغة العربية"، وتستهدف تعزيز حضور المَجْمَع ودوره، في النطاقين المحلي والعالمي.

##### معرض اللغة العربية
يهدف هذا المعرض إلى تقريب اللغة إلى جميع فئات المجتمع وتحبيبهم فيها، وتعزيز مكانتها في نفوسهم، حيث يشارك المَجْمَع في معارض الكتاب في جناح مخصّص، تُعرض فيه معروضات عن اللغة العربية، وبعض التحف الفنية والأثرية. كما يهدف المَجْمَع في هذا المشروع إلى إنشاء معرضٍ افتراضيٍّ إلكتروني، ومعرضٍ متنقِّل مؤقَّت في الجامعات والمدارس.

##### مبادرة خوالد الشعرية
هي منصة إلكترونية صوتية، تركِّز على إثراء المحتوى العربي في مجال الشعر العربي الفصيح، تستهدف تسجيل 1000 قصيدة، تعود إلى فترة ما قبل الإسلام، تزامنًا مع عام الشعر العربي، الذي أطلقتْه وزارة الثقافة في عام 2023.

### قطاع البرامج التعليمية
هو القطاع الذي يعمل في مجالات (تعليم اللغة العربية) ويستهدف تقديم قيمة مضافة للبرامج التعليمية الأكاديمية القائمة، حيث يعمل هذا القطاع على تقديم منتجات وتطبيقات ووسائل تعليمية جديدة ومبتكرة؛ كفيلة بسد النقص أو لفت النظر إلى ما يحسن أو يجب العمل فيه، ودفع هذا المجال إلى فضاءات أرحب، كما يستهدف هذا القطاع تجسير التواصل والاستفادة بين الجهات اللغوية في أنحاء العالم. وتمتد أعمال هذا القطاع للناطقين بالعربية وللراغبين في تعلمها من الناطقين بغيرها.
ويعمل القطاع على برامج مختلفة ترتبط جميعها بمجال التعليم والاختبارات، ومنها:
- بناء المناهج والأدوات التعليمية المساعدة في عملية تعليم اللغة العربية.
- التوسع والوصول إلى المستفيدين حول العالم عن طريق استحداث مراكز متفرقة حول العالم.
- جذب المستفيدين والراغبين بتعلم اللغة العربية عن طريق تقديم البرامج المتنوعة لهم من حيث المدة، والمكان، والغرض من التعلم، ونحو ذلك.
- تقديم أداة تقييم لغوي تتناسب مع الرسالة العالمية للمجمع عن طريق بناء اختبار كفاءة لغوية معترف به في المؤسسات الأكاديمية محليًا وعالميًا.[40]

#### مبادرات قطاع البرامج التعليمية

##### مراكز عالمية لتعليم اللغة العربية ونشر الثقافة السعودية والعربية
حيث يهدف هذا المشروع إلى الوصول إلى100 مركز عالميّ لتعليم اللغة العربية، بوصفها لغةً أجنبية (TAFL) في عام 2030.

##### معمل لابتكار أدوات تعليم حديثة في مجال اللغة العربية
عن طريق بناء منصة إلكترونية وتفعيلها، لتعليم اللغة العربية والثقافة السعودية. كذلك ينفذ المَجْمَع مشروع تأسيس قناة يوتيوب تعليمية، بالتعاون مع شركة نسيج للتقنية، تستهدف فئات المجتمع المختلفة، وتعمل على تطوير مهاراتهم اللغوية، بالتركيز على المهارات اللغوية الأربع "الاستماع، التحدث، القراءة، الكتابة".

##### الدورات التدريبية لمعلمي اللغة العربية للناطقين بغيرها
حيث تهدف هذه المبادرة إلى:
- تأهيل الكفاءات المميزة.
- تصميم المناهج التعليمية.
- التخطيط اللغوي.
- صناعة المعاجم.
- البرامج التقنية في تعليم العربية.
- اكتساب اللغة وتعلمها.
- اختبارات اللغة.
- مسابقة لمتعلمي اللغة العربية للناطقين بغيرها بعنوان "حرف للغة العربية" في شهر مايو عام 2023.

كان للمسابقة أربعة مجالات متنوعة، هي:
- القدرة المعجمية.
- اللغة والتقنية.
- الراوي والقصص.
- الورقة البحثية.

##### المنح التعليمية
يهدف المشروع إلى تخصيص مقاعد دراسية لتعليم اللغة العربية للناطقين بغيرها، وهي نوعان، منح تعليمية لمتعلمي اللغة العربية ومتعلماتها لغةً ثانية، ومنح تعليمية للتخصص في التخصصات العربية الأكاديمية.

##### بناء وتطبيق اختبارات الكفاءة اللغوية
حيث أُطلق المشروع بالتعاون مع هيئة التعليم والتدريب، وركَّز على بناء اختبار كفاية اللغة العربية، حيث يهدف إلى بناء اختبار لغوي مقنَّن، يستهدف قياس المهارات اللغوية، القراءة والكتابة والاستماع والتحدث، ويتوافق مع معايير الإطار الأوروبي المشترك للغات (CEFR).

##### منهاج تعليمي لتعليم اللغة العربية
عن طريق تصميم مناهج لتعليم اللغة العربية للناطقين بغيرها، تقدم الثقافة السعودية واللهجة العربية الفصيحة، ومناهج لتعليم اللغة العربية لأغراض دبلوماسية وسياحية.

##### برامج الانغماس اللغوي
هي برامج تُقام لفترات قصيرة، تستهدف متعلمي اللغة العربية لأغراض دبلوماسية، وسياحية، وصيفية. وقد بدأ المشروع بإطلاق مسار العربية لأغراض سياحية في بداية 2023 في مدينة جدة، ومسار العربية لأغراض ثقافية في منتصف 2023 في مدينة جدة. ويتكفل المَجْمَع بالتكاليف الدراسية والسكن والتنقلات، للمسجلين في مسارات البرنامج.

## إكسبو أوساكا
خلال الفترة من 13 أبريل حتى 13 أكتوبر 2025م شارك مجمع الملك سلمان العالمي للغة العربية في معرض إكسبو 2025، بمدينة أوساكا اليابانية، ضمن الجناح السعودي، لتعزيز حضور اللغة العربية عالميًا ودعم البرامج اللغوية والثقافية على المستوى الدولي. وتضمن برنامج المشاركة عرض نشاطات المجمع في مجالات المعايير اللغوية، والمحتوى التعليمي والثقافي والتقني، وتنظيم حلقة نقاشية بعنوان «جهود المملكة في خدمة اللغة العربية: مجمع الملك سلمان العالمي للغة العربية نموذجًا»، تستعرض أعمال المجمع في التخطيط والسياسات اللغوية، والحوسبة اللغوية، والبرامج التعليمية والثقافية، ومبادراته الدولية.

## وصلات خارجية
- الموقع الرسمي